# توماس هايوارد
توماس هايوارد (بالإنجليزية: Thomas Hayward)‏ هو معلم موسيقى ومغني ومغني أوبرا أمريكي، ولد في 1 ديسمبر 1917 في كانساس سيتي في الولايات المتحدة، وتوفي في 2 فبراير 1995 في لاس فيغاس في الولايات المتحدة بسبب قصور كلوي.

## وصلات خارجية
- توماس هايوارد على موقع IMDb (الإنجليزية)
- توماس هايوارد على موقع ميوزك برينز (الإنجليزية)